# Аарнио, Ээро
Э́эро А́арнио (фин. Eero Aarnio; 21 июля 1932, Хельсинки, Финляндия) — известный финский дизайнер, прославился в 1960-х дизайном мебели из пластика и стеклопластика.

## Биография
Окончил институт прикладного искусства в Хельсинки в 1957 году. В 1962 открыл собственное дизайнерское бюро. С начала 1960-х экспериментировал с материалами, один из первых изготавливал мебель из пластика и комбинации пластика со стеклом или металлом. Наиболее известные работы: кресло-шар из пластика на тонкой ножке, подвесное кресло-bubble и кресло Pastilii.
В 2010 награждён медалью Pro Finlandia — высшей государственной наградой Финляндии для деятелей искусств. В этом же году Аарнио создал логотип и разработал набор блюд для китайского запуска Чайной комнаты .

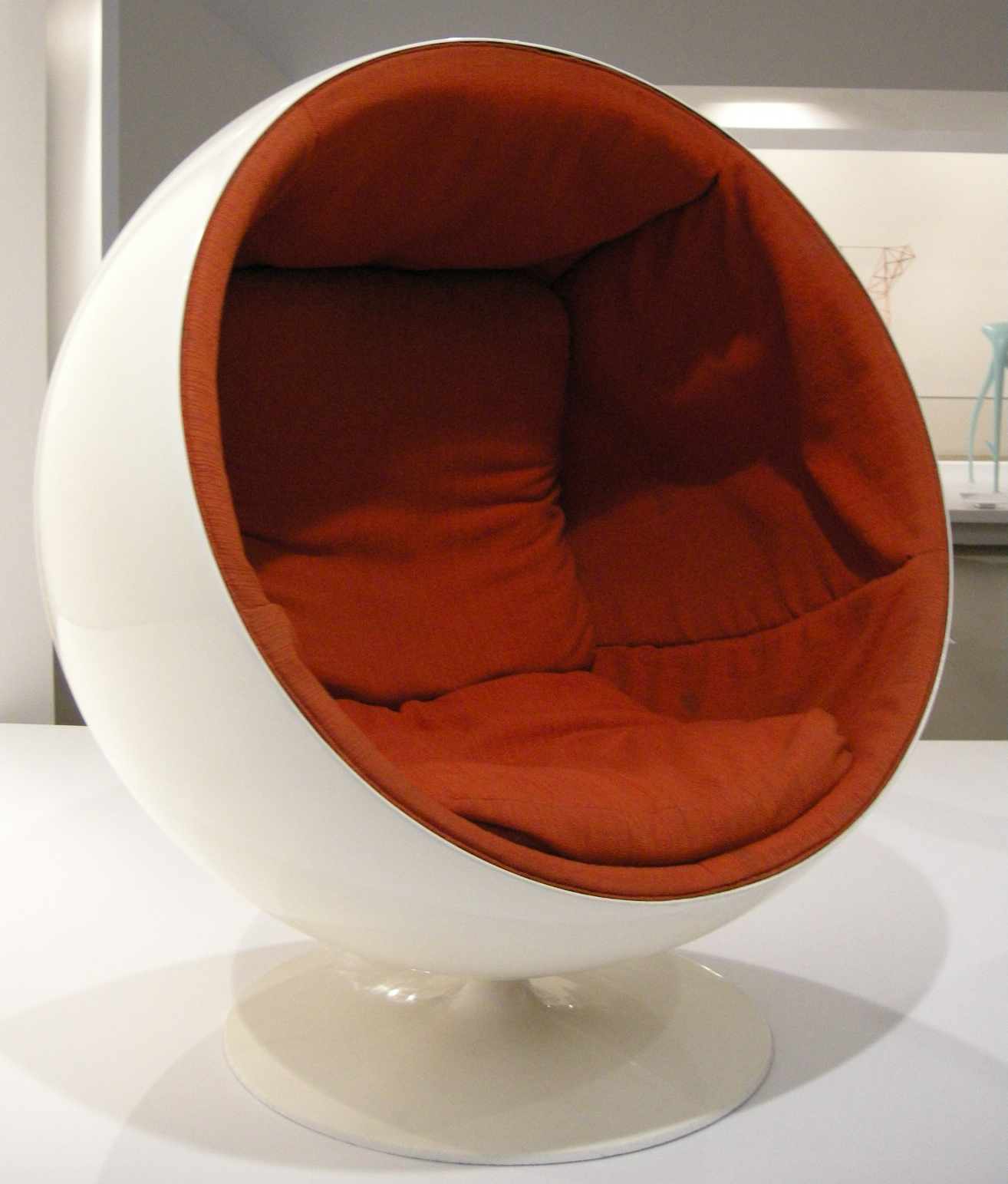
Кресло-шар
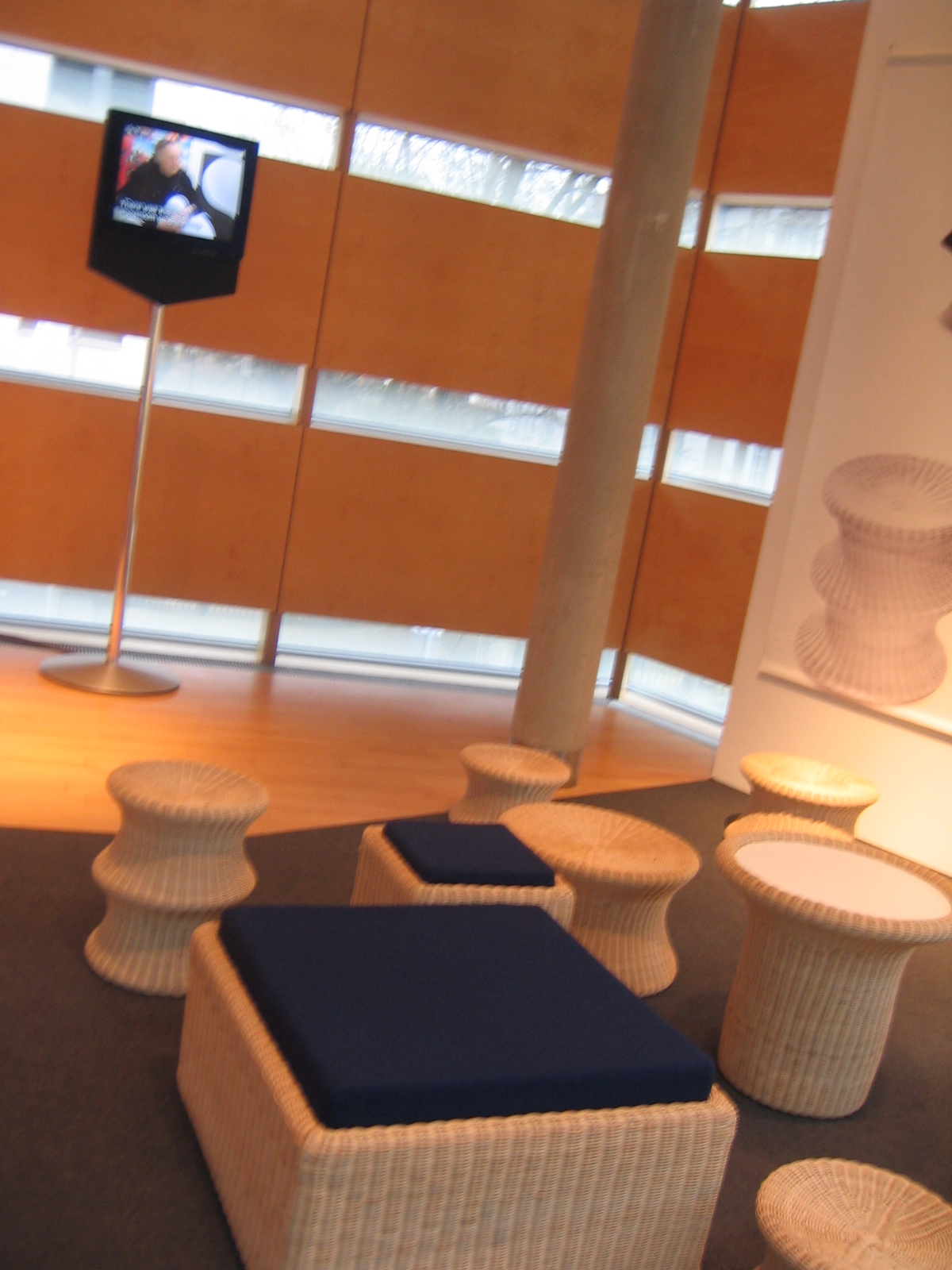
Стулья-грибы